# Antoni Sivera
Antoni Miguel Sivera Peris (Gandia, 13 aprile 1978) è un ex calciatore andorrano, di ruolo difensore.